# アドン (ストリートファイター)
アドン (英語: Adon; タイ語: อาดอน) は、カプコンの対戦型格闘ゲーム『ストリートファイター』シリーズに登場する架空の人物。

## キャラクター設定
タイ出身の格闘家でムエタイ選手。ムエタイの帝王として名を轟かせたサガットの一番弟子（『ストリートファイター』）であり、サガットに対する憧憬と畏怖を抱いていた。だが、サガットが無名の日本人（リュウ）に敗れたことを知って大きく失望し、彼のもとを去る。
逆立った赤い髪に顎がしゃくれた顔で、『ストリートファイターZERO』（以下『ZERO』と表記）以降の作品では歯がむき出しになっているのが特徴。モンコンを頭に巻き（本来は試合前に外すのが通例だが、アドンは付けたまま闘う）、「V」の文字が入ったトランクスを着用している。
サガットの技に「タイガー」（虎）とつくのに対して、アドンの技には「ジャガー」（豹）がつく。
『ストリートファイターZERO3』（以下『ZERO3』）では殺意の波動や、それを纏いリュウと同じ技を使う男・豪鬼について強い関心を抱いている。

## 人物
貧しい家に生まれ、ムエタイで頂点まで登りつめることを志す。その闘争心は他を圧倒しており、サガットの目に留まることになる。ムエタイこそが世界一であると信じており、自らの拳をもってそれを証明しようとしている。サガットと比べて体格は小さめだがスピードと手数で勝り、その積極的な攻撃姿勢はタイのルンピニー・スタジアムでも高く評価されている。
自らを「ムエタイの神」と称するなど、傲慢なまでの自信家であり、虚栄心が強い。発言は常に強気かつ相手を見下した態度を取り、サガットとの一方的な決別以降は、より悪化させている。その傲慢さは他の格闘家たちから嫌悪されることが多く、リュウやケン、春麗などからはサガットよりも弱いことを厳しく指摘されている。自身の師であるサガットを完全に越えていない上で見下している点も、師を敬う姿勢を持つガイやまことから批判されている。またバルログからも「サガットにはこのような醜悪さはなかった」と酷評されている。さらにブランカは『ストリートファイター6』のワールドツアーのアバターとの会話で名前は出さないがアドンについて言及しており、「大声をあげてキックをするだけでジャガーらしくない」と技に対して批判している。ほとんどの格闘家がアドンを低評価するなか、エレナは「良い戦士になれると思う」と高く評価している。
ムエタイの踊り・ワイクーが得意。登場時と勝利ポーズでそれを行う。
『ストリートファイターZERO2』（以下『ZERO2』）のエンディングではサガットを倒した後、彼のステージにあるワット・ポーの涅槃仏を破壊するという暴挙に出る。しかしアドンのステージにも仏像があるので、信仰心がないとは断言できない。
『ZERO3』におけるサガットのバックストーリーでは、サガット失踪後にムエタイの帝王の座につき、新しいカリスマとして国民たちの熱狂を取り戻している。

### 他のキャラクターとの関係
サガット
かつての師匠。若き日のアドンにとってサガットは憧れの存在であり、「サガットに挑み、勝利し、そしていつか超えること」を目標としていた。サガットに師事していた頃のアドンは彼を「あなた」と呼び、大きな敬意を表していた。『ZERO』における対CPU戦でも、最終戦の相手サガットに対して「あなたはすばらしい師であった」と発言している。
しかしリュウの一件以来、サガットの敗北によって「ムエタイが汚された」と勝手に思い込み、彼に対する心情は憎悪と軽蔑に変わった。『ZERO3』において、ケンやディージェイから未だにサガットの弟子として見られていた時には不快感を露わにしている。
一方、サガットの方もアドンと初めて戦った時、勝負自体はサガットが圧勝したものの「久しぶりにこれほどの歯ごたえのある相手と出会った」「お前なら俺を超えることもあながち夢ではない」と高く評価していた。しかしその後、憎悪や殺意をむき出しにして戦うようになった彼のことは、失望に近い形で見限っている。また、リュウという好敵手のいるサガットにとって、アドンは相手にするに値しない存在と化した。
『ZERO2』のバックストーリーでは、かつてアドンはサガットとの模擬試合で膝を地につかせるほどにサガットを追い詰めたが、これに満足して闘気を収めてしまったのでサガットの逆鱗に触れて猛反撃に遭い、全治4ヶ月の重傷を負ったことがある（この出来事はサガットが「タイガージェノサイド」を編み出すヒントとなった）。
家庭用『ストリートファイターIV』ではサガットのオープニングアニメに登場し、ムエタイ大会に現れたサガットに「ジャガートゥース」を見舞うが通じず、逆にサガットの新技「タイガーディストラクション」で一撃のもとに倒される引き立て役になっている。
『スーパーストリートファイターIV』（以下『スパIV』）のライバルバトルの相手はサガット。元弟子の在り方を否定するサガットの言葉を「世迷い言」と一蹴し、ムエタイの神となるために帝王に戦いを挑む。エンディングではサガットの実力を認める一方で、村民と仲良く暮らしている様を「牙を失った」と評し完全に決別。改めて「ムエタイの神」になる決意をする。
リュウ
かつて尊敬していたサガットを倒した格闘家だが、アドンは特に憎しみの感情は持っていない。その一方で、サガットを一人の誇り高き格闘家として認めているリュウからは、サガットを完全に超えていないにも拘らず侮蔑している姿勢を軽蔑されており、『スパIV』ではサガットよりも弱いことを断言されている。
ベガ
『ZERO』のエンディングではサガットを倒したことでベガに気に入られ、シャドルーに勧誘されるが、「麻薬屋に行く気はない」と一蹴している。『ZERO2』におけるアドンのCPU乱入キャラクターもベガであり、再びシャドルーへの勧誘を受けるが、「格闘界の頂点は自分」と入団を拒否している。
朝日ソノラマの『コンプリートファイル ストリートファイターII』では、相関図においてベガがアドンから「蹴りを盗んだ」とある。ベガの必殺技「ダブルニープレス」が『ストリートファイター』時代の「ジャガーキック」（踵落とし）に酷似していることを指すものとされる。
豪鬼
『ZERO2』のエンディングで、豪鬼らしき人物の乱入を聞いたアドンは「そいつを倒し自分とムエタイが最強と証明する」と興味を示す。
『ZERO3』ではサガットを倒してムエタイの神の座についているが、殺意の波動に興味を持つようになり、「瞬獄殺」をムエタイに取り入れるために豪鬼を探す旅に出る。もっとも同作におけるアドンのストーリーでは豪鬼と直接戦うことはなく、ベガに勝利した後、エンディングで突如出現した豪鬼がベガを「瞬獄殺」で倒す場面に遭遇する。アドンは豪鬼の強さを見て「必ず自分のものにする」との決意を示す。

## ゲーム上の特徴
サガットの弟子であるが共通する技はなく、立ち回りも大きく異なる。
デビュー作の初代『ストリートファイター』ではCPU専用キャラクターで、最終ステージの一人目の対戦相手として登場する。飛び道具はないが、素早く動き回り、空中かかと落とし（現在の「ジャガーキック」）などの強力な足技で襲い掛かってくる。また、ガードされると「波動拳」と「竜巻旋風脚」では体力を削ることができない（これはサガットも同様）。
『ZERO』シリーズでは、動きは全体的に速く、蹴り技のリーチも長く、牽制能力に優れた性能を持つキャラクターとなっている。初代『ストリートファイター』と同様に飛び道具はないが、「ジャガーキック」や「ジャガートゥース」など奇襲性に優れた必殺技でカバーできる。弱攻撃の性能は低くないが連打が効かず、ZEROコンボを含めて連続技の種類は少ない。そのため積極的に連続技を狙いに行くのではなく、こつこつとダメージを積み重ねるような立ち回りをしていくことになる。『ZERO2 ALPHA』では各種攻撃の動作が遅くなり、食らい判定も大きくなった。「ジャガーキック」の動作も遅くなった。

## 技の解説

### 通常技
作品によって若干差異はあるが、ここでは『ZERO』シリーズでの技名称を掲載。なお『ZERO3』以前での立ち状態の遠近およびジャンプ状態の垂斜の区別はない。
| 操作     | 立ち（近距離）                              | 立ち（遠距離） | しゃがみ                   | ジャンプ                                      |
| -------- | ------------------------------------------- | -------------- | -------------------------- | --------------------------------------------- |
| 弱パンチ | ティーソーク                                | ティーソーク   | ジャブ                     | アンダージャブ                                |
| 中パンチ | ジャブ                                      | ジャブ         | エルボーハウンド           | アンダージャブ                                |
| 強パンチ | ストレート                                  | ストレート     | ジャガークライムストレート | サイドストレート                              |
| 弱キック | ローキック                                  | ローキック     | ジャガーステップ           | ジャンピングジャガーニー / ジャガーキック(※3) |
| 中キック | ジャガーニー                                | ジャガーニー   | ジャガーテイル             | ジャンピングサイドキック / ジャガーキック(※3) |
| 強キック | ミドルキック(※1) / ジャッティングキック(※2) | ミドルキック   | ジャガーレッグ             | ジャンピングターンキック / ジャガーキック(※3) |

※1 『ZERO』〜『ZERO2 ALPHA』
※2 『ZERO3』以降
※3 『ZERO3』でのX-ISMのみ

### 投げ技
ジャガーキャリー
相手に跨り、足を引っ掛けて前方へ蹴り飛ばす。投げた後、アドンは後方宙返りしながら着地するが、動作の隙が大きく、受け身を取られると相手の方が先に動くことができる。
ジャガースラム
相手を捕えて頭を掴み、自分の膝を相手の胴に当てて持ち上げ、その状態で小さく跳ねながら後方に叩き付ける。受け身を取られてもアドンが先に動くことができる。
ジャガースタブ
『ZERO3』の空中投げ。空中の相手を捕え、頭を腕で抱え込むように掴んで、そのまま地面に叩き付ける。
ジャガースルー
『ZERO3』の空中投げ。空中の相手を捕え、「ジャガーキャリー」と同じ動作で蹴り飛ばす。

### 特殊技
ジャッティングキック
屈んだ姿勢から、斜め上方に向けて真っ直ぐに蹴りを突き出す。対空性能が高い。『ZERO3』では通常技（近距離立ち強キック）に変更された。
ジャガークランチ
『ZERO2』で追加された中段攻撃。前方へ踏み込みながら肘を振り下ろす2段技。動作は遅め。
ジャガーファング
『ウルトラストリートファイターIV』（以下『ウルIV』）オメガエディションで追加。近距離立ち強パンチを表裏反転させた動作。

### 必殺技
ジャガーキック
前方へ一回転ジャンプしつつ踵落としを浴びせる。初代『ストリートファイター』における空中からの踵落としが原型。弱・中・強で軌道が異なり、弱は低く遠くへ、強は高く近くへ跳ぶ。中でタイミングよく出すと「波動拳」などを飛び越えて攻撃が可能。シリーズが進むにつれて動作が遅くなったほか、食らい判定も大きくなった。
『ZERO3』のX-ISMでは、全てのジャンプキックがこの技になる。このジャガーキックは通常技なので相手の体力を削る効果はない。
『スパIV』では前方または垂直にジャンプしている時にも繰り出すことができる。
『ZERO』から『ZERO2』で入力コマンドが変更されたが、『ZERO3』では当初のコマンドに戻っている。
ジャガートゥース
画面端へ跳んだ後、壁を蹴って鋭い飛び蹴りを繰り出す。しゃがみガード不可。弱・中・強で跳び蹴りの角度が変化する。シリーズを通して性能は高く、ガードされても反撃は受けにくい。
ライジングジャガー
斜め上空に向かって二連飛び膝蹴りを繰り出す。膝の判定が強く、対空や突進技への返し技にもなる。ただし足元の攻撃判定が薄く、足払い系の攻撃には弱い。攻撃判定は2度出現するが、強で出すと高く跳び上がるため、地上の相手にガードされると2段目が当たらない。『ZERO』シリーズでは空中ガード不可で、弱のみ出掛かりに一瞬の無敵時間がある。
『ZERO』と『ZERO2』以降で入力コマンドが異なる。
ジャガークロウ
『ウルIV』オメガエディションで追加された技。回し肘打ちを繰り出す。EX版は逆の腕の肘で相手を浮かせる。
ジャガーバイト
『ウルIV』オメガエディションで追加された「ガード可能の打撃投げ」。左右の足で1回ずつ膝蹴りをする。２回目の膝蹴りで相手を空中に大きく飛ばす。空中の相手も掴むことができる。EX版は相手を掴むと「EXライジングジャガー」の動作で3ヒットの飛び膝蹴りを繰り出す。
クラウドジャガー
「EXジャガーバイト」以外で発動できる派生技。1回目の膝蹴りの直後に「サウザンドジャガー」の動作で連続のパンチを浴びせ、肘打ちでダウンさせる。

### スーパーコンボ / ウルトラコンボ
ジャガーバリードアサルト
左右の肘打ちを繰り出しつつ突進し、吹き飛んだ相手に空中で肘と膝を叩き込む。当初は低いレベルで出すと肘打ちのみ（最後に跳ばない）だったが、『ZERO2 ALPHA』ではLv1でも跳び上がるように変更された。このためガードされると落下時に隙を晒す。Lv3はパンチボタンかキックボタンを追加入力で連打することにより、後述の2種に派生する（『ZERO』ではゲームの基板により、どちらかがランダムで発動）。
サウザンドジャガー
パンチボタン連打時の技。肘打ちからパンチを連続で繰り出す。跳び上がらないのでガードされても隙が少ない。
アサシンジャガー
キックボタン連打時の技。吹き飛んだ相手に「ライジングジャガー」でフィニッシュ。
『ZERO3』ではX-ISM対応のスーパーコンボで、『スパIV』でもスーパーコンボとして使用する。
『ウルIV』オメガエディションではどちらにも派生しなくなった。
ジャガーリボルバー
「ジャガーキック」を連続で繰り出す。「ジャガーキック」と同様、最初に大きく跳ぶために、近距離では相手を飛び越えてしまう。
『スパIV』のウルトラコンボ版では最初の「ジャガーキック」に飛び道具無敵属性が付与され、3段目が地上ヒットすると4連続のエルボーで上昇して、最後に膝蹴りを放つ。
アバランチジャガー
『スパIV』のウルトラコンボII。「ライジングジャガー」で打ち上げた後に空中版「ジャガーキック」を繰り出し、それがヒットすると相手の背に乗ってエルボーを連続で打ち込み、地面へ叩き伏せる。対空・コンボとして機能する技。

## 他のメディアでのアドン

### 漫画
中平正彦の漫画『STREET FIGHTER ZERO』の中盤に登場。ゲーム版との違いとして、シャドルーと協力関係にあり、目的のためには人を殺めることも辞さない男として描かれている（シャドルー自体は嫌っている）。ゲーム版の設定では後にシャドルーに所属するサガットは入団をあっさり断り、同じくバーディーもシャドルーとは絡まず、公式の設定と違いが顕著である。地に堕ちたムエタイの誇りを取り戻すためにシャドルーの力を借りてまでリュウに復讐しようとするが、最終的に自分の行いをガイに諌められる。
同じく中平の漫画『ストリートファイターIII』のコミカライズ作品『RYU FINAL』では、リュウに敗北したことにうろたえるサガットを遠巻きに見て「あれが帝王の姿か」と見限る場面がある。
ウドン・エンターテインメントによるアメリカンコミック『Street Fighter』ではタイを訪れたリュウと、ムエタイ最強を思い知らせるべく対決する。
『ZERO』でプレイヤーキャラクターとなった当時の4コマ漫画などでは、歯に関連したネタが多く使われた。

## その他
- 初代『ストリートファイター』ではサガット戦前の対戦相手としてプレイヤーを苦しめた。当時のゲーム雑誌『ゲーメスト』では、「最終ボスのサガットよりも、中ボスのアドンの方が強い」と書かれることが多かった[4][5]。
- 勝利ポーズのひとつである背中を向け両手を広げるポーズの元ネタは漫画『グラップラー刃牙』と見られ、『グラップラー刃牙』の単行本のおまけ漫画『いたがきぐみ劇場』にてアドンらしきキャラクターが上記のポーズを取っている最中に範馬勇次郎に踵落としを食らう描写がある。

## 担当声優
- 高木渉（『ストリートファイターZERO』シリーズ、OVA『ストリートファイターZERO - THE ANIMATION -』）
- 伊丸岡篤（『ストリートファイターIV』シリーズ）

## 登場作品
- ストリートファイター
- ストリートファイターZEROシリーズ
- SNK VS. CAPCOM 激突カードファイターズ全シリーズ（トレーディングカードゲーム版も含む）
- ストリートファイターIVシリーズ（『スーパー』以降から使用キャラクター）

## 関連人物
- サガット
- 豪鬼